# Charles Tilly
Charles Tilly (* 27. Mai 1929 in Lombard, Illinois; † 29. April 2008 in New York) war ein US-amerikanischer Historiker, Politologe und Soziologe.

## Leben und Wirken
Nach einem Studium an der Harvard University wurde er 1958 (Ph.D.) promoviert. Anschließend lehrte er an den Universitäten von Delaware, Toronto und Harvard. 1969 wurde er Professor für Geschichte und Soziologie an der University of Michigan, von 1981 bis 1984 war er dort Theodore M. Newcomb Professor für Sozialwissenschaften. 1984 ging er als Professor für Geschichte und Soziologie zusammen mit seiner Ehefrau Louise A. Tilly, der Historikerin und Michael E. Gellert-Professorin für Geschichte und Soziologie, an die New School for Social Research. Seit 1996 war er Professor für Sozialwissenschaften an der Columbia University. Er hat außergewöhnlich viel publiziert und war hochgeehrt.
Tilly wird als Grenzgänger zwischen den Disziplinen Geschichte, Politologie und Soziologie bezeichnet. Er befasste sich mit den Wechselwirkungen zwischen Politik und Gesellschaft unter stetem Rückgriff auf die europäische Geschichte der Neuzeit. Die Entstehung von Nationalstaaten erklärte er damit, dass Kriege nach der Erfindung des Schießpulvers und der Einrichtung von Massenarmeen so kostspielig geworden seien, dass sie nur noch von kapital- und bevölkerungsreichen Staaten finanziert werden könnten – die deshalb historisch überlebten. Die systematische Steuererhebung und andere Institutionen der modernen Staaten seien vor allem zur Kriegsführung entwickelt worden.
Spätestens ab den 1990er Jahren konzentrierte sich Tilly auf die Untersuchung des sozialen Wandels, womit seine Arbeiten eindeutiger soziologisch wurden. Sein bekanntestes Buch in deutscher Übersetzung ist Die europäischen Revolutionen (1993).
Charles Tilly war der Bruder des Wirtschafts- und Sozialhistorikers Richard H. Tilly (1932–2023).

## Auszeichnungen und Ehrungen (Auswahl)
- Mitglied der National Academy of Sciences (1981), der American Academy of Arts and Sciences (1975) und der American Philosophical Society (2002)
- Ehrendoktor der Erasmus-Universität Rotterdam (1983), des Institut d’études politiques (1993), der University of Toronto (1995), der Universität Straßburg (1996), der Universität Genf (1999), der Universität Kreta (2002), der Université du Québec à Montréal (2005) und der University of Michigan (2007)
- Preisträger des Premio Amalfi (1994) und des Karl Deutsch Award der International Political Science Association (2006)

## Werke (Auswahl)
- Why? Was passiert, wenn Leute Gründe angeben... und warum, Hamburger Edition, Hamburg 2021, ISBN 978-3-86854-341-4 (zuerst Why? What Happens when People Give Reasons... and Why, Princeton University Press 2006, ISBN 978-0-69112-521-3).
- Social Movements, 1768–2004. 2005.
- Durable inequality. Univ. of California Press, 1999.
- mit Chris Tilly: Work under capitalism. Westview Press, Boulder, CO 1998, S. 205.
- Coercion, capital, and European states, AD 990-1992. Blackwell, Oxford 1992, S. 100.
- Big structures, large processes, huge comparisons. Russell Sage Foundation, 1984.
- From mobilization to revolution. McGraw-Hill, New York 1978, S. 143.
- mit G. Ardant: The formation of national states in Western Europe. Vol. 8, Princeton Univ. Press, 1975.
- mit Louise Tilly und Richard H. Tilly: The Rebellious Century: 1830–1930. Harvard University Press, Harvard 1975, ISBN 0-674-74955-3.